# Günther Viktor Schwarzburský
Günther Viktor Schwarzburský (Günther Victor von Schwarzburg-Rudolstadt; 21. srpna 1852 – 16. dubna 1925) byl v letech 1890 až 1918 posledním knížetem Schwarzbursko-Rudolstadtským a zároveň v letech 1909 až 1918 posledním knížetem Schwarzbursko-Sondershausenským. Pocházel ze starobylého rodu Schwarzburgů.
V roce 1906 se kníže Günther stal dědicem vymírající sondershausenské větve, která v roce 1909 vymřela knížetem Karlem Güntherem a území přešlo na větev Rudolstadtskou. Kníže Günther Viktor tak spojil obě země v personální unii a to poprvé od 16. století.
Po jeho smrti 16. dubna 1925 se hlavou rodu stal princ Sizzo, který ale zemřel o rok později a tak se hlavou rodu stal jeho jediný syn Fridrich Günther.

## Manželství
Günther Viktor byl dvakrát ženatý, ale bezdětný. Jeho první žena byla Anna Louisa von Schönburg-Waldenburg (1871–1951), vzal si ji roku 1891.